# شریف النوایشه
شریف النوایشه (عربی: شريف النوايشة؛ زادهٔ ۲۷ دسامبر ۱۹۸۷) بازیکن فوتبال اهل اردن است.
از باشگاه‌هایی که در آن بازی کرده‌است می‌توان به باشگاه ورزشی الرمثا اشاره کرد.
وی همچنین در تیم ملی فوتبال اردن بازی کرده‌است.